# Liste von Seen in Deutschland/J
| Name            | Stadt/Landkreis  | Land                   | Fläche in km² |
| --------------- | ---------------- | ---------------------- | ------------- |
| Jabeler See     | Jabel            | Mecklenburg-Vorpommern | 2,44          |
| Jäger Pohl      | Neustrelitz      | Mecklenburg-Vorpommern |               |
| Jäthensee       | Roggentin        | Mecklenburg-Vorpommern | 1,83          |
| Jamelsee        | Roggentin        | Mecklenburg-Vorpommern |               |
| Janker See      | Kargow           | Mecklenburg-Vorpommern |               |
| Jenneckes Gatt  | Rheinberg        | Nordrhein-Westfalen    |               |
| Josefsee        | Telgte           | Nordrhein-Westfalen    |               |
| Jubachtalsperre | Kierspe          | Nordrhein-Westfalen    | 0,117         |
| Juessee         | Herzberg am Harz | Niedersachsen          | 0,069         |
| Jümmesee        | Jümme            | Niedersachsen          |               |
| Jungfernsee     | Potsdam          | Brandenburg            | 1,242         |
| Jungferweiher   | Cochem-Zell      | Rheinland-Pfalz        |               |